# 보스턴 브루인스
보스턴 브루인스(영어: Boston Bruins)는 미국 매사추세츠주 보스턴을 연고지로 하는 내셔널 하키 리그(NHL)의 동부 콘퍼런스 애틀랜틱 디비전 소속 아이스 하키팀이다.

## 역대 홈경기장
| 경기장          | 사용기간      | 수용인원 | 장소                | 비고                                                                           |
| --------------- | ------------- | -------- | ------------------- | ------------------------------------------------------------------------------ |
| 보스턴 브루인스 |               |          |                     |                                                                                |
| 보스턴 아레나   | 1924년~1928년 | 4,666명  | 매사추세츠주 보스턴 | 현재 경기장명은 매슈스 아레나이다.                                             |
| 보스턴 가든     | 1928년~1995년 | 14,448명 | 매사추세츠주 보스턴 | 개장했을 때 경기장명은 보스턴 메디슨 스퀘어 가든이었다.                        |
| TD 가든         | 1995년~현재   | 17,565명 | 매사추세츠주 보스턴 | 쇼멋 센터 (1995년) 플리트센터 (1995년~2005년) TD 뱅크노스 가든 (2005년~2009년) |

## 우승 기록
- 스탠리 컵 - 6회 (1928–29, 1938–39, 1940–41, 1969–70, 1971–72, 2010–11)
- 프린스 오브 웨일스 트로피 - 16회 (1927–28, 1928–29, 1929–30, 1930–31, 1932–33, 1934–35, 1937–38, 1938–39, 1939–40, 1940–41, 1970–71, 1971–72, 1973–74, 1987–88, 1989–90, 2010–11)

## 영구 결번
| 보스턴 브루인스 영구 결번 |                 |          |               |                  |
| 번호                      | 이름            | 포지션   | 활동 기간     | 지정일           |
| 2                         | 에디 쇼어       | 수비수   | 1926년~1940년 | 1947년 1월 1일   |
| 3                         | 라이어널 히치먼 | 수비수   | 1925년~1934년 | 1934년 2월 22일  |
| 4                         | 보비 오어       | 수비수   | 1966년~1976년 | 1979년 1월 9일   |
| 5                         | 딧 클래퍼       | 라이트윙 | 1927년~1947년 | 1947년 2월 12일  |
| 7                         | 필 에스포지토   | 센터     | 1946년~1971년 | 1987년 12월 3일  |
| 8                         | 캠 닐리         | 라이트윙 | 1986년~1996년 | 2004년 1월 12일  |
| 9                         | 조니 뷰식       | 레프트윙 | 1957년~1978년 | 1980년 3월 13일  |
| 15                        | 밀트 슈밋       | 센터     | 1936년~1955년 | 2010년 10월 6일  |
| 16                        | 릭 미들턴       | 라이트윙 | 1976년~1988년 | 2018년 11월 29일 |
| 22                        | 윌리 오리       | 레프트윙 | 1958년~1961년 | 2022년 1월 18일  |
| 24                        | 테리 오라일리   | 라이트윙 | 1972년~1985년 | 2002년 10월 24일 |
| 77                        | 레몽 부르크     | 수비수   | 1979년~2000년 | 2001년 10월 4일  |
| 99                        | 웨인 그레츠키   | 센터     | -             | 2000년 2월 6일   |